# Halliste (gemeente)
Halliste (Estisch: Halliste vald) is een voormalige gemeente in de Estlandse provincie Viljandimaa. De gemeente telde op 1 januari 2017 1451 inwoners en had een oppervlakte van 266,6 km². Op 24 oktober 2017 ging Halliste op in de fusiegemeente Mulgi.
De landgemeente telde 23 dorpen en twee wat grotere nederzettingen met de status van alevik (vlek): het hoofddorp Halliste en Õisu.

## Geografie

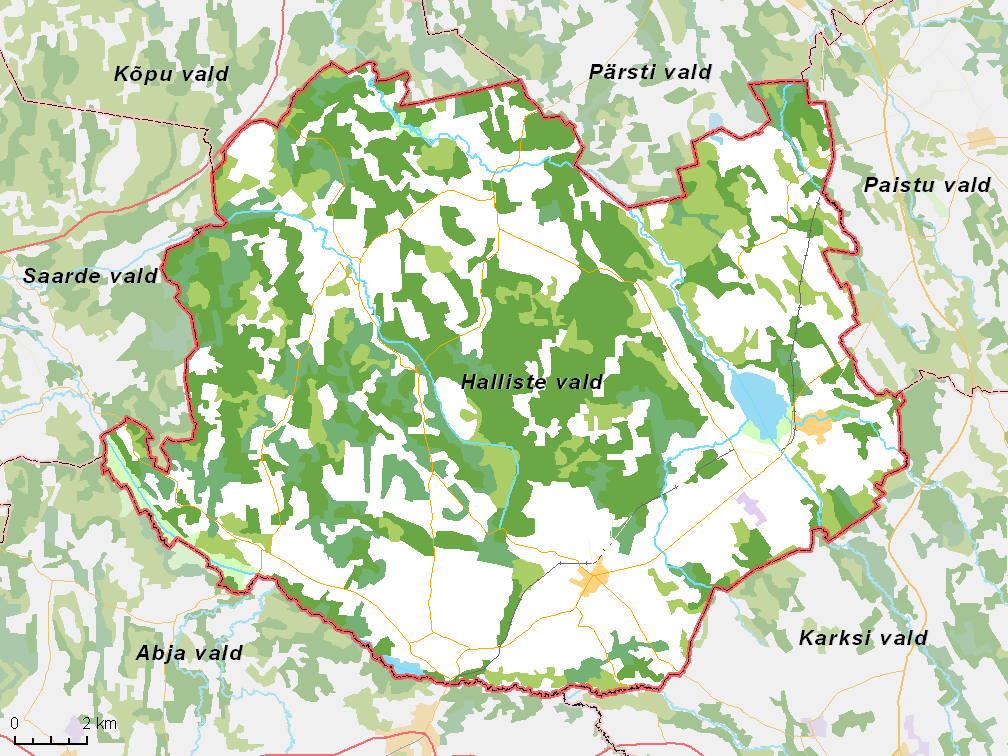
De gemeente met omliggende gemeenten, situatie begin 2017